# Il magico viaggio dei Pokémon
Il magico viaggio dei Pokémon (ポケットモンスター PiPiPi★アドベンチャー?, Poketto Monsutā PiPiPi★Adobenchā) è uno shōjo manga dei Pokémon ideato e disegnato da Yumi Tsukirino. In Italia è stato pubblicato dalla divisione Planet Manga della Panini Comics, che ne ha sospeso la serie dopo l'uscita del secondo numero. Il suo titolo deriva dalla traduzione di quello inglese, Magical Pokémon Journey, serie di fumetti composta solamente da 7 volumi dei dieci originali.
Al contrario dell'anime, dove l'unico Pokémon che non si esprime usando i versi è il Meowth del Team Rocket, nel manga la maggior parte dei Pokémon può comunicare in linguaggio comprensibile dall'uomo.

## Trama
La protagonista del manga è Nocciola (Hazel in inglese, Maron nella versione originale), innamorata dell'allenatore Mandorlo (Almond). La ragazza vuole conquistare il giovane mediante una pozione d'amore creata dal nonno. In cambio quest'ultimo desidera che la nipote catturi tutti i Pokémon esistenti. Nocciola decide quindi di iniziare la sua avventura nel mondo dei Pokémon aiutata da un Pikachu.
La storia del manga non è ispirata a quella dei videogiochi.